# 抹兀答兒
抹兀答兒（?—?），元朝将领，蒙古克烈部土别干氏。肖乃台的儿子。
1238年，随从国王忽林赤在襄阳设立行省。1259年，跟从忽必烈攻打南宋渡长江，攻鄂州。中统元年（1260年）参与追击阿兰答儿、浑都海。次年，从忽必烈北征阿里不哥，在失木秃大败阿里不哥。与反蒙的山东李璮作战，有功。因功授提举本投下诸色匠户达鲁花赤。

## 传记资料
- 《元史》卷一百二十 列传第七
- 《新元史》卷一百三十 列传第二十七